# Sylvie Hülsemann
Sylvie Hülsemann, née le 8 septembre 1944, est une skieuse nautique luxembourgeoise.

## Carrière
En 1961, Sylvie Hülsemann remporte aux Championnats du monde de ski nautique la médaille d'or toutes épreuves ainsi qu'en figures, la médaille d'argent en saut et la médaille de bronze en slalom.
Elle dispute huit éditions des Championnats du monde dans sa carrière (1959, 1961, 1963, 1965, 1967, 1971, 1975 et 1977), terminant quatrième du classement général en 1963, et remportant l'argent en figures en 1965. Au niveau continental, elle est sacrée championne d'Europe toutes épreuves à trois reprises.
Elle dispute l'épreuve de démonstration de ski nautique aux Jeux olympiques d'été de 1972, terminant quatrième en figures.
Elle est nommée sportive luxembourgeoise de l'année en 1961, 1966 et 1968,.
Elle intègre l'IWSF Hall of Fame en 1997.